# Reserva natural integral del Pijaral
La reserva natural integral del Pijaral en Tenerife (Canarias, España) constituye un paraje con importantes valores ambientales, al albergar una de las mejores muestras de la laurisilva de la Isla.

## Localización
Este lugar, protegido por una normativa regional, se encuentra emplazado en la vertiente norte del macizo de Anaga. Con una extensión de 300 hectáreas dentro del término municipal de Santa Cruz de Tenerife, está caracterizado por unas fuertes pendientes y grandes desniveles poblados con una densa cobertera vegetal, principalmente a base de laurisilva.
Las mencionadas pendientes han favorecido su exclusión del uso humano y han permitido al entorno mantener el estado de conservación que presenta en la actualidad. No obstante, el pastoreo, fundamentalmente en las partes más bajas de los barrancos, constituye una práctica que pone en peligro al ecosistema.

## Geología
La Reserva Natural Integral del Pijaral se asienta sobre una zona originada por acúmulo de muchos materiales volcánicos. Estos son esencialmente de tipo basáltico, sobre los que se disponen diferentes elementos sálicos. De entre estos últimos destacan los roques o pitones sálicos conocidos como Anambro y Chinobre que establecen la frontera sur de la reserva, y constituyen sendos elementos singularizados del paisaje, de interés científico, geológico y geomorfológico.

## Vegetación

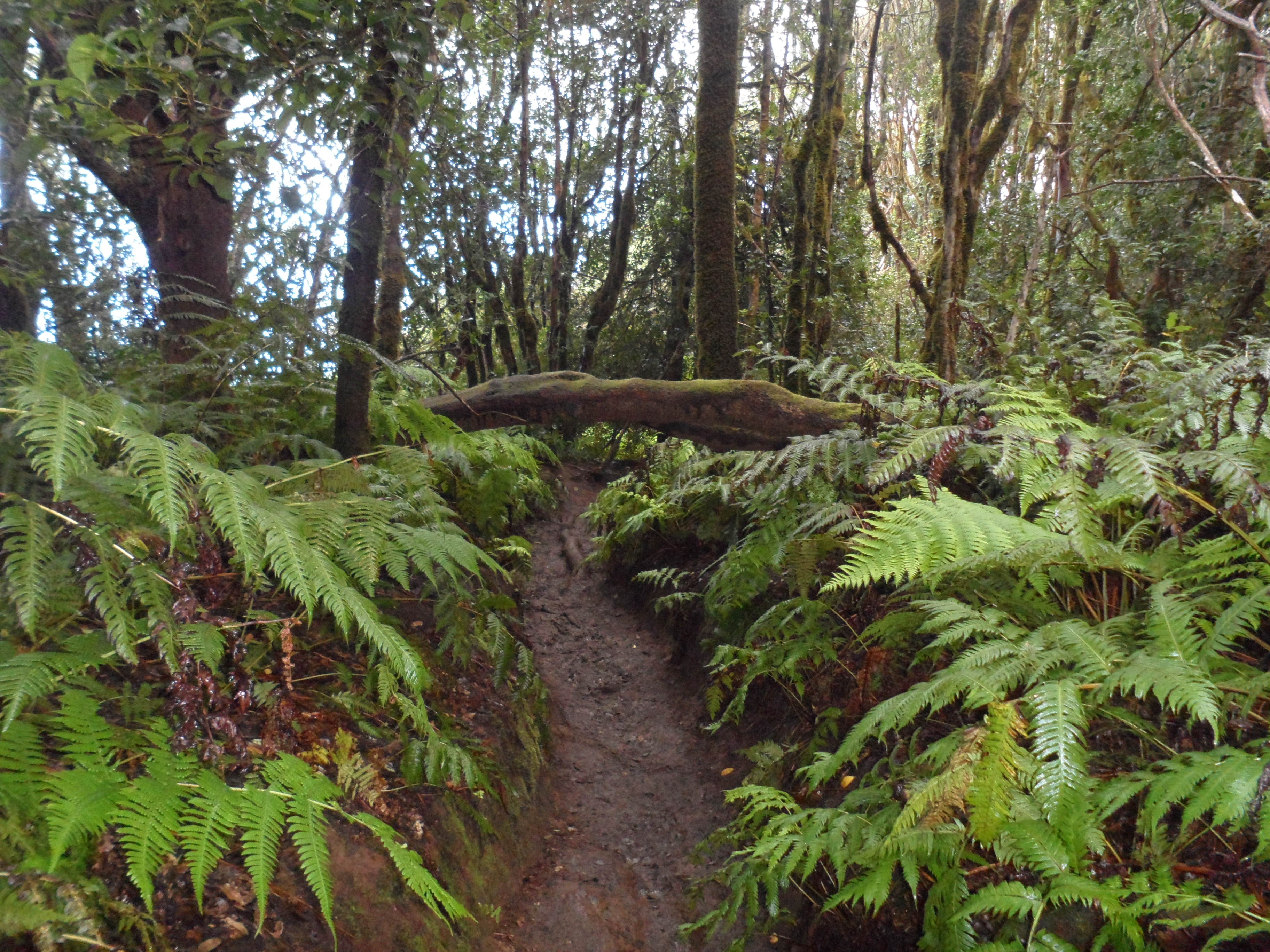
Helechos en el sendero La Ensillada (dentro de la reserva natural integral del Pijaral).

Está constituida primordialmente por el monteverde, es decir, nutridos ejemplares de laurisilva y fayal-brezal de entre los que cuenta con numerosos endemismos. Destacan algunas especies raras y amenazadas, tales como el saúco (Sambucus palmensis), la esparraguera (Asparagus fallax), la adelfa de monte (Euphorbia mellifera) y la violeta de Anaga (Viola anagae). Sin embargo, la principal protagonista de este ecosistema es una especie vegetal denominada píjara (Woodwardia radicans). La píjara es un helecho que puede sobrepasar ampliamente los dos metros. Posee un color verde oscuro y es típico de las zonas más sombrías y húmedas de Anaga. También recibe el nombre de pirgua o penco labrado y contribuye en gran manera a formar una densa masa verde que se dispone bajo los árboles. La gran concentración forestal de la zona juega un papel vital en la recarga del acuífero subterráneo dada su elevada capacidad de condensación de la humedad que transportan los vientos alisios, a lo que hay que unir su facultad protectora del suelo ante distintos fenómenos de erosión.

## Fauna
Los principales representantes faunísticos del lugar son los invertebrados artrópodos. Son numerosas las especies que sobresalen dentro de este grupo. Entre ellos algunos escarabajos endémicos, arañas, entre otros. Luego dentro de los invertebrados no artrópodos destacan los moluscos terrestres, con un alto grado de endemicidad. Los representantes del grupo de los vertebrados son básicamente las aves. Entre estas últimas es necesario nombrar a la paloma turqué y la paloma rabiche (Columba bollii y C. junoniae), dos especies endémicas cuyos hábitats son los montes de laurisilva. También se puede encontrar a la esquiva y disimulada gallinuela (Scolopax rusticola). Esta ave desarrolla su vida en el suelo, tratando de camuflarse entre la hojarasca, gracias a sus miméticos colores, de sus depredadores naturales, principalmente el gavilán (Accipiter nisus granti) y el aguililla (Buteo buteo insularum). Por la gran cantidad de especies avícolas que alberga, el ecosistema ha sido además declarado como zona de especial protección para las aves (ZEPA).